# Cosenza Calcio 1988-1989
Questa voce raccoglie le informazioni riguardanti il Cosenza Calcio nelle competizioni ufficiali della stagione 1988-1989.

## Stagione
Nella stagione 1988-1989 il Cosenza neopromosso ha disputato il campionato di Serie B la squadra calabrese ha ottenuto il 6º posto. Gli abbonamenti staccati per la prima giornata del torneo, hanno raggiunto il top dopo 25 anni, sono stati 1.887, mentre la media spettatori per questa esaltante stagione sono stati di 6.990. Una stagione memorabile quella disputata dal Cosenza di Bruno Giorgi, che ha sfiorato il salto doppio dalla Serie C1 alla Serie A, per un soffio. La squadra rossoblù ha chiuso il girone di andata al sesto posto con 20 punti, nel girone di ritorno ha raccolto 24 punti, raggiungendo il quarto posto con Reggina e Cremonese. Da questa stagione le promosse sono diventate quattro, quindi con Genoa Bari ed Udinese si deve stabilire la quarta promossa. Si è composta una mini classifica avulsa tra le tre squadre arrivate quarte, in base al maggior numero di punti conseguiti negli incontri diretti, il Cosenza con il punteggio peggiore è rimasto in Serie B, mentre Reggina e Cremonese con la classifica avulsa migliore, si sono affrontate in uno spareggio che ha permesso alla Cremonese vittoriosa (4-3) dopo i rigori, di completare il quartetto delle promosse in Serie A. Per il Cosenza che è partito con l'obiettivo di mantenere la categoria, si è trattato di un risultato sorprendente, la squadra di Giorgi ha espresso un gioco di squadra divertente ed efficace, senza primattori, con undici giocatori andati in goal.
Nella Coppa Italia il Cosenza ha disputato il quarto girone della prima fase, con due vittorie ottenute con L.R. Vicenza e Taranto, ma non sufficienti a passare alla seconda fase, alla quale sono passate Juventus, Verona ed Atalanta.

## Organigramma societario
Area direttiva
- Presidente: Antonio Serra
- Coordinatore: dott. Antonio Nunziata
- General manager: Salvatore Fiore
- Direttore sportivo: Roberto Ranzani
- Segretari: Rinaldo Arcuri e Giuseppina Brogno

Area tecnica
- Allenatore: Bruno Giorgi
- Secondo allenatore: Tonino Ferroni
- Allenatore primavera: Antonio Rocca
- Medico sociale: dott. Enrico Costabile
- Massaggiatori: Giuseppe Maltese e Catello Borrello

## Rosa
| N. |                   | Ruolo | Calciatore        |
| -- | ----------------- | ----- | ----------------- |
|    | Italia (bandiera) | P     | Bruno Fantini     |
|    | Italia (bandiera) | P     | Luigi Simoni      |
|    | Italia (bandiera) | D     | Renzo Castagnini  |
|    | Italia (bandiera) | D     | Claudio Lombardo  |
|    | Italia (bandiera) | D     | Francesco Marino  |
|    | Italia (bandiera) | D     | Ugo Napolitano    |
|    | Italia (bandiera) | D     | Andrea Poggi      |
|    | Italia (bandiera) | D     | Gianluca Presicci |
|    | Italia (bandiera) | D     | Andrea Spinelli   |
|    | Italia (bandiera) | C     | Donato Bergamini  |

| N. |                   | Ruolo | Calciatore         |
| -- | ----------------- | ----- | ------------------ |
|    | Italia (bandiera) | C     | Bruno Caneo        |
|    | Italia (bandiera) | C     | Luigi De Rosa      |
|    | Italia (bandiera) | C     | Sergio Galeazzi    |
|    | Italia (bandiera) | C     | Alberto Urban      |
|    | Italia (bandiera) | C     | Giorgio Venturin   |
|    | Italia (bandiera) | A     | Alessio Brogi      |
|    | Italia (bandiera) | A     | Vittorio Cozzella  |
|    | Italia (bandiera) | A     | Emilio Follone     |
|    | Italia (bandiera) | A     | Maurizio Lucchetti |
|    | Italia (bandiera) | A     | Michele Padovano   |

## Risultati

### Serie B

#### Girone di andata
| Cosenza 11 settembre 1988 1ª giornata | Cosenza         | 0 – 0 | Genoa | Stadio San Vito\| Arbitro: \| Pucci (Firenze) \| |
| Arbitro:                              | Pucci (Firenze) |       |       |                                                  |

| Arbitro: | Stafoggia (Pesaro) |

|                                      |           |  |
| Napolitano 74’ (aut.) Cantarutti 76’ | Marcatori |  |

| Arbitro: | Bruni (Arezzo) |

|  |           |             |
|  | Marcatori | 32’ Chiorri |

| Arbitro: | Monni (Sassari) |

|  |           |               |
|  | Marcatori | 57’ Lucchetti |

| Cosenza 9 ottobre 1988 5ª giornata | Cosenza           | 0 – 0 | Barletta | Stadio San Vito\| Arbitro: \| Cafaro (Grosseto) \| |
| Arbitro:                           | Cafaro (Grosseto) |       |          |                                                    |

| Arbitro: | Iori (Parma) |

|                 |           |  |
| Boccafresca 56’ | Marcatori |  |

| Arbitro: | Nicchi (Arezzo) |

|                                            |           |             |
| Padovano 61’ De Marco 72’ (aut.) Brogi 90’ | Marcatori | 57’ Onorato |

| Arbitro: | Bruni (Arezzo) |

|             |           |                   |
| Mancuso 53’ | Marcatori | 52’, 65’ Padovano |

| Arbitro: | Acri (Novi Ligure) |

|                  |           |              |
| S. Schillaci 70’ | Marcatori | 83’ Padovano |

| Cosenza 13 novembre 1988 10ª giornata | Cosenza           | 0 – 0 | Catanzaro | Stadio San Vito\| Arbitro: \| Pairetto (Torino) \| |
| Arbitro:                              | Pairetto (Torino) |       |           |                                                    |

| Arbitro: | Frattin (Castelfranco Veneto) |

|              |           |                |
| A. Melli 31’ | Marcatori | 61’ L. De Rosa |

| Arbitro: | Boemo (Cervignano del Friuli) |

|                    |           |  |
| Concina 49’ (aut.) | Marcatori |  |

| Arbitro: | Acri (Novi Ligure) |

|                   |           |              |
| Baiano 24’ (rig.) | Marcatori | 71’ Padovano |

| Arbitro: | Ceccarini (Livorno) |

|                           |           |  |
| Bergamini 8’ Cozzella 49’ | Marcatori |  |

| Arbitro: | Trentalange (Torino) |

|  |           |              |
|  | Marcatori | 86’ Venturin |

| Arbitro: | Quartuccio (Torre Annunziata) |

|  |           |             |
|  | Marcatori | 87’ Monelli |

| Arbitro: | Ceccarini (Livorno) |

|                                |           |  |
| Branca 40’ De Vitis 90’ (rig.) | Marcatori |  |

| Arbitro: | Guidi (Bologna) |

|                         |           |  |
| Brondi 21’ Vincioni 88’ | Marcatori |  |

| Arbitro: | Cafaro (Grosseto) |

|           |           |  |
| Caneo 68’ | Marcatori |  |

#### Girone di ritorno
| Arbitro: | F. Baldas (Trieste) |

|                 |           |  |
| D. Fontolan 62’ | Marcatori |  |

| Arbitro: | Bruni (Arezzo) |

|                                           |           |  |
| Caneo 35’ Zoratto 51’ (aut.) Venturin 84’ | Marcatori |  |

| Arbitro: | Pucci (Firenze) |

|                                   |           |                    |
| Citterio 11’ Bivi 30’ Cinello 86’ | Marcatori | 45’ (aut.) Maspero |

| Arbitro: | Iori (Parma) |

|               |           |  |
| Lucchetti 53’ | Marcatori |  |

| Arbitro: | Boemo (Cervignano del Friuli) |

|                          |           |  |
| Panero 52’ Ferazzoli 68’ | Marcatori |  |

| Arbitro: | Frigerio (Milano) |

|                            |           |         |
| Venturin 47’ Lucchetti 73’ | Marcatori | 85’ Moz |

| Reggio Calabria 19 marzo 1989 26ª giornata | Reggina             | 0 – 0 | Cosenza | Stadio Comunale\| Arbitro: \| Coppetelli (Tivoli) \| |
| Arbitro:                                   | Coppetelli (Tivoli) |       |         |                                                      |

| Arbitro: | Bruni (Arezzo) |

|              |           |           |
| Venturin 14’ | Marcatori | 79’ Bolis |

| Arbitro: | Nicchi (Arezzo) |

|                        |           |              |
| Poggi 32’ Venturin 63’ | Marcatori | 5’ Pierleoni |

| Arbitro: | Di Cola (Avezzano) |

|                       |           |  |
| Palanca 28’, 42’, 53’ | Marcatori |  |

| Cosenza 16 aprile 1989 30ª giornata | Cosenza           | 0 – 0 | Parma | Stadio San Vito\| Arbitro: \| Cafaro (Grosseto) \| |
| Arbitro:                            | Cafaro (Grosseto) |       |       |                                                    |

| Arbitro: | Beschin (Legnago) |

|  |           |               |
|  | Marcatori | 34’ Lucchetti |

| Arbitro: | Guidi (Bologna) |

|                |           |  |
| Caneo 75’, 88’ | Marcatori |  |

| Arbitro: | Monni (Sassari) |

|                           |           |  |
| La Rosa 12’ G. Romano 68’ | Marcatori |  |

| Arbitro: | Piana (Modena) |

|               |           |  |
| Urban 4’, 23’ | Marcatori |  |

| Arbitro: | Dal Forno (Ivrea) |

|  |           |                                      |
|  | Marcatori | 10’ Lucchetti 32’ Galeazzi 79’ Urban |

| Cosenza 4 giugno 1989 36ª giornata | Cosenza             | 0 – 0 | Udinese | Stadio San Vito\| Arbitro: \| Lo Bello (Siracusa) \| |
| Arbitro:                           | Lo Bello (Siracusa) |       |         |                                                      |

| Arbitro: | Bruni (Arezzo) |

|                     |           |              |
| Caneo 68’ Urban 74’ | Marcatori | 58’ Vincioni |

| Arbitro: | Fabricatore (Roma) |

|  |           |               |
|  | Marcatori | 48’ Lucchetti |

### Coppa Italia

#### Primo turno
| Cosenza 21 agosto 1988 1ª giornata | Cosenza                   | 0 – 0 | Juventus | Stadio San Vito\| Arbitro: \| Pezzella (Frattamaggiore) \| |
| Arbitro:                           | Pezzella (Frattamaggiore) |       |          |                                                            |

| Arbitro: | Longhi (Roma) |

|             |           |                                 |
| Follone 84’ | Marcatori | 12’ El. Nicolini 21’ Incocciati |

| Arbitro: | Satariano (Palermo) |

|                                                 |           |                              |
| Pacione 13’, 44’ G. Iachini 50’ F. Marangon 90’ | Marcatori | 20’ (aut.) Soldà 25’ Follone |

| Arbitro: | Boggi (Salerno) |

|                          |           |                          |
| Urban 41’, 78’ Brogi 73’ | Marcatori | 4’, 39’ (rig.) Nicoletti |

| Arbitro: | Cafaro (Grosseto) |

|  |           |                        |
|  | Marcatori | 63’ Padovano 83’ Brogi |

## Statistiche

### Statistiche di squadra
| Competizione | Punti | In casa | In casa | In casa | In casa | In casa | In casa | In trasferta | In trasferta | In trasferta | In trasferta | In trasferta | In trasferta | Totale | Totale | Totale | Totale | Totale | Totale | DR |
| Competizione | Punti | G       | V       | N       | P       | Gf      | Gs      | G            | V            | N            | P            | Gf           | Gs           | G      | V      | N      | P      | Gf     | Gs     | DR |
| ------------ | ----- | ------- | ------- | ------- | ------- | ------- | ------- | ------------ | ------------ | ------------ | ------------ | ------------ | ------------ | ------ | ------ | ------ | ------ | ------ | ------ | -- |
| Serie B      | 44    | 19      | 11      | 6       | 2       | 22      | 7       | 19           | 6            | 4            | 9            | 13           | 22           | 38     | 17     | 10     | 11     | 35     | 29     | +6 |
| Coppa Italia | 5     | 3       | 1       | 1       | 1       | 4       | 4       | 2            | 1            | 0            | 1            | 4            | 4            | 5      | 2      | 1      | 2      | 8      | 8      | 0  |
| Totale       |       | 22      | 12      | 7       | 3       | 26      | 11      | 21           | 7            | 4            | 10           | 17           | 26           | 43     | 19     | 11     | 13     | 43     | 37     | +6 |

### Statistiche dei giocatori
| Giocatore     | Serie B  | Serie B | Serie B     | Serie B    | Coppa Italia | Coppa Italia | Coppa Italia | Coppa Italia | Totale   | Totale | Totale      | Totale     |
| Giocatore     | Presenze | Reti    | Ammonizioni | Espulsioni | Presenze     | Reti         | Ammonizioni  | Espulsioni   | Presenze | Reti   | Ammonizioni | Espulsioni |
| ------------- | -------- | ------- | ----------- | ---------- | ------------ | ------------ | ------------ | ------------ | -------- | ------ | ----------- | ---------- |
| D. Bergamini  | 16       | 1       | ?           | ?          | ?            | ?            | ?            | ?            | 16+      | 1+     | ?           | ?          |
| A. Brogi      | 17       | 1       | ?           | ?          | ?            | ?            | ?            | ?            | 17+      | 1+     | ?           | ?          |
| B. Caneo      | 33       | 5       | ?           | ?          | ?            | ?            | ?            | ?            | 33+      | 5+     | ?           | ?          |
| R. Castagnini | 24       | 0       | ?           | ?          | ?            | ?            | ?            | ?            | 24+      | 0+     | ?           | ?          |
| V. Cozzella   | 21       | 1       | ?           | ?          | ?            | ?            | ?            | ?            | 21+      | 1+     | ?           | ?          |
| L. De Rosa    | 32       | 1       | ?           | ?          | ?            | ?            | ?            | ?            | 32+      | 1+     | ?           | ?          |
| B. Fantini    | 4        | 0       | ?           | ?          | ?            | ?            | ?            | ?            | 4+       | 0+     | ?           | ?          |
| S. Galeazzi   | 27       | 1       | ?           | ?          | ?            | ?            | ?            | ?            | 27+      | 1+     | ?           | ?          |
| C. Lombardo   | 37       | 0       | ?           | ?          | ?            | ?            | ?            | ?            | 37+      | 0+     | ?           | ?          |
| M. Lucchetti  | 36       | 6       | ?           | ?          | ?            | ?            | ?            | ?            | 36+      | 6+     | ?           | ?          |
| F. Marino     | 35       | 0       | ?           | ?          | ?            | ?            | ?            | ?            | 35+      | 0+     | ?           | ?          |
| U. Napolitano | 32       | 0       | ?           | ?          | ?            | ?            | ?            | ?            | 32+      | 0+     | ?           | ?          |
| M. Padovano   | 30       | 5       | ?           | ?          | ?            | ?            | ?            | ?            | 30+      | 5+     | ?           | ?          |
| A. Poggi      | 20       | 1       | ?           | ?          | ?            | ?            | ?            | ?            | 20+      | 1+     | ?           | ?          |
| G. Presicci   | 23       | 0       | ?           | ?          | ?            | ?            | ?            | ?            | 23+      | 0+     | ?           | ?          |
| L. Simoni     | 34       | -26     | ?           | ?          | ?            | ?            | ?            | ?            | 34+      | -26+   | ?           | ?          |
| A. Spinelli   | 1        | 0       | ?           | ?          | ?            | ?            | ?            | ?            | 1+       | 0+     | ?           | ?          |
| A. Urban      | 36       | 4       | ?           | ?          | ?            | ?            | ?            | ?            | 36+      | 4+     | ?           | ?          |
| G. Venturin   | 30       | 5       | ?           | ?          | ?            | ?            | ?            | ?            | 30+      | 5+     | ?           | ?          |